# Vina (futebolista)
Vinícius Goes Barbosa de Souza, mais conhecido como Vina (Curitiba, 15 de abril de 1991), é um futebolista brasileiro que atua como meia-atacante. Joga no Ceará.

## Carreira
Revelado pelo Paraná, onde atuou por apenas 6 jogos e marcou apenas 1 gol, Vinícius teve passagens por outros clubes do estado, como Coritiba e Athletico-PR, onde ganhou 2 títulos estaduais: em 2012 pelo Coxa-Branca e em 2016 pelo Furacão. Mesmo conquistando os títulos, Vinícius não se destacou o suficiente e acabou sendo emprestado diversas vezes para clubes de menor expressão.

### Náutico e Fluminense
Após ter boa, porém curta passagem pelo Anápolis, onde em uma temporada anotou 8 gols em 16 partidas, ele se transferiu para o Náutico, onde teve boas atuações e acabou chamando atenção da diretoria do Fluminense, onde disputou 39 partidas e marcou 4 gols.

### Athletico Paranaense
Após rodagens por diversos clubes no país, o meia voltou ao estado do Paraná para ter uma nova oportunidade no Athletico Paranaense no início de 2016, porém novamente não emplacou bons jogos e acabou voltando ao Timbu, em agosto de 2016, por empréstimo até o fim do ano.

### Bahia
Em 31 de maio de 2017, o Bahia contratou o meia até dezembro de 2018. Na sua primeira temporada Vinícius fez um ano irregular cheias de boas e más partidas e acabou sendo bastante criticado pela torcida tricolor. Já em sua segunda temporada no clube, em 2018 o jogador somou bons jogos na Copa do Nordeste e Campeonato Estadual, se consagrando como o principal jogador do time no título do Campeonato Baiano de 2018 e ajudou a levar para decisão do Regional, onde acabou sendo derrotado pelo Sampaio Correia. Vinícius deixou o Bahia ao fim de seu contrato com o clube em dezembro de 2018.

### Atlético Mineiro
Em 10 de janeiro de 2019, Vinícius acertou com o Atlético Mineiro. Pelo clube mineiro, Vinícius participou de 44 jogos e marcou 7 gols e, ao fim da temporada, foi negociado com o Ceará.

### Ceará
No dia 9 de janeiro de 2020, foi anunciado pelo Ceará para os próximos dois anos e já marcou três gols na temporada. Além de assinalar seis assistências, totalizando 9 participações para gols apenas no início da temporada.
No dia 15 de fevereiro, mesmo com a derrota do Ceará para o Fluminense por 3 a 1, Vina marcou o único gol da partida, se tornando o maior artilheiro do Ceará na Série A de pontos corridos, com 13 gols.
Ainda na temporada 2020, Vina conquistou o prêmio de maior quantidade de assistências no Campeonato Brasileiro Série A, além de ser o primeiro atleta da história do futebol cearense a ser relacionado para Seleção do Campeonato. Outra conquista dele nessa temporada foi o prêmio de melhor meia do campeonato, selecionado pela CBF, entidade máxima do futebol nacional.
Após uma temporada com bons números, Vina acabou despertando interesse em vários clubes, mesmo com sondagens, Vina acabou renovando o contrato até 2024 com o Ceará, sendo na época o atleta com o maior salário da história do futebol cearense.
Sendo eleito o melhor meia do Campeonato Brasileiro de Futebol de 2020 e melhor jogador da Copa do Nordeste, além de ter sido artilheiro da Copa do Nordeste, líder em assistências do Campeonato Brasileiro e líder em assistências da Copa do Brasil, o meia terminou a temporada com 23 gols e 19 assistências.

### Grêmio
O Grêmio anunciou em 11 de fevereiro de 2023, a contratação de Vina, que chegou por empréstimo até o fim do ano, com opção de compra fixada. Vina fez sua estreia pelo Grêmio em 18 de fevereiro de 2023, no jogo em que Grêmio empatou por 0 a 0 com o São Luiz, no Estádio 19 de Outubro, pelo Campeonato Gaúcho. Vina marcou seu primeiro gol com a camisa do Tricolor na partida em que o Grêmio goleou o Novo Hamburgo por 6 a 1 na noite de 24 de fevereiro, na abertura da 9ª rodada do Campeonato Gaúcho.
No primeiro clássico Grenal, fez o primeiro gol da partida pelo Grêmio, terminando a partida com vitória do Tricolor por 2 a 1.
Vina fez sua última partida pelo Grêmio em 12 de julho de 2023, na classificação com vitória nos pênaltis por 4 a 3 sobre o Bahia, nas quartas de final da Copa do Brasil. No total, Vina passou cinco meses no Tricolor e fez 28 jogos, com quatro gols e uma assistência, sendo campeão gaúcho.

### Retorno ao Ceará
No dia 31 de julho de 2025, o Ceará anunciou o retorno de Vina. O meia-atacante firmou vínculo com o Vozão até o final de 2026.

## Estatísticas[14][15]
| Equipe               | Temporada         | Campeonato nacional | Campeonato nacional | Campeonato nacional | Campeonato estadual e Interestadual | Campeonato estadual e Interestadual | Campeonato estadual e Interestadual | Copas nacionais | Copas nacionais | Copas nacionais | Competições continenttais | Competições continenttais | Competições continenttais | Total | Total | Total   |
| Equipe               | Temporada         | Jogos               | Gols                | Assist.             | Jogos                               | Gols                                | Assist.                             | Jogos           | Gols            | Assist.         | Jogos                     | Gols                      | Assist.                   | Jogos | Gols  | Assist. |
| -------------------- | ----------------- | ------------------- | ------------------- | ------------------- | ----------------------------------- | ----------------------------------- | ----------------------------------- | --------------- | --------------- | --------------- | ------------------------- | ------------------------- | ------------------------- | ----- | ----- | ------- |
| Paraná               | 2009              | –                   | –                   | –                   | –                                   | –                                   | –                                   | –               | –               | –               | –                         | –                         | –                         | –     | –     | –       |
| Paraná               | 2010              | 5                   | 1                   | –                   | –                                   | –                                   | –                                   | –               | –               | –               | –                         | –                         | –                         | 5     | 1     | 0       |
| Paraná               | Total             | 5                   | 1                   | 0                   | 0                                   | 0                                   | 0                                   | 0               | 0               | 0               | 0                         | 0                         | 0                         | 5     | 1     | 0       |
| Coritiba             | 2012              | 4                   | –                   | –                   | 1                                   | –                                   | –                                   | –               | –               | –               | –                         | –                         | –                         | 5     | 0     | 0       |
| Coritiba             | 2013              | 4                   | –                   | –                   | –                                   | –                                   | –                                   | –               | –               | –               | 1                         | –                         | –                         | 5     | 0     | 0       |
| Coritiba             | Total             | 8                   | 0                   | 0                   | 1                                   | 0                                   | 0                                   | 0               | 0               | 0               | 1                         | 0                         | 0                         | 10    | 0     | 0       |
| Tupi                 | 2013              | –                   | –                   | –                   | 9                                   | 2                                   | –                                   | –               | –               | –               | –                         | –                         | –                         | 9     | 2     | 0       |
| Tupi                 | Total             | 0                   | 0                   | 0                   | 9                                   | 2                                   | 0                                   | 0               | 0               | 0               | 0                         | 0                         | 0                         | 9     | 2     | 0       |
| Londrina             | 2013              | –                   | –                   | –                   | 5                                   | –                                   | –                                   | –               | –               | –               | –                         | –                         | –                         | 5     | 0     | 0       |
| Londrina             | Total             | 0                   | 0                   | 0                   | 5                                   | 0                                   | 0                                   | 0               | 0               | 0               | 0                         | 0                         | 0                         | 5     | 0     | 0       |
| Bento Gonçalves      | 2014              | –                   | –                   | –                   | 6                                   | 1                                   | –                                   | –               | –               | –               | –                         | –                         | –                         | 6     | 1     | 0       |
| Bento Gonçalves      | Total             | 0                   | 0                   | 0                   | 6                                   | 1                                   | 0                                   | 0               | 0               | 0               | 0                         | 0                         | 0                         | 6     | 1     | 0       |
| Anápolis             | 2014              | –                   | –                   | –                   | 6                                   | 3                                   | –                                   | –               | –               | –               | –                         | –                         | –                         | 6     | 3     | 0       |
| Anápolis             | Total             | 0                   | 0                   | 0                   | 6                                   | 3                                   | 0                                   | 0               | 0               | 0               | 0                         | 0                         | 0                         | 6     | 3     | 0       |
| Naútico              | 2014              | 33                  | 5                   | 5                   | 4                                   | 1                                   | –                                   | –               | –               | –               | –                         | –                         | –                         | 38    | 6     | 5       |
| Naútico              | Total             | 33                  | 5                   | 5                   | 4                                   | 1                                   | 0                                   | 0               | 0               | 0               | 0                         | 0                         | 0                         | 38    | 6     | 5       |
| Fluminense           | 2015              | 20                  | 3                   | 3                   | 16                                  | 1                                   | –                                   | –               | –               | –               | –                         | –                         | –                         | 40    | 4     | 5       |
| Fluminense           | Total             | 20                  | 3                   | 3                   | 16                                  | 1                                   | 0                                   | 0               | 0               | 0               | 0                         | 0                         | 0                         | 40    | 4     | 5       |
| Atlhético Paranaense | 2016              | 15                  | 1                   | 2                   | 12                                  | 3                                   | –                                   | –               | –               | –               | –                         | –                         | –                         | 34    | 6     | 2       |
| Atlhético Paranaense | Total             | 15                  | 1                   | 2                   | 12                                  | 3                                   | 0                                   | 0               | 0               | 0               | 0                         | 0                         | 0                         | 34    | 6     | 2       |
| Naútico              | 2016              | 16                  | 5                   | 1                   | –                                   | –                                   | –                                   | –               | –               | –               | –                         | –                         | –                         | 16    | 5     | 1       |
| Naútico              | Total             | 16                  | 5                   | 1                   | 0                                   | 0                                   | 0                                   | 0               | 0               | 0               | 0                         | 0                         | 0                         | 16    | 5     | 1       |
| Bahia                | 2017              | 27                  | 3                   | 1                   | –                                   | –                                   | –                                   | –               | –               | –               | –                         | –                         | –                         | 27    | 3     | 1       |
| Bahia                | 2018              | 29                  | 4                   | 1                   | 11                                  | 6                                   | 0                                   | 10              | 2               | 0               | –                         | –                         | –                         | 60    | 13    | 4       |
| Bahia                | Total             | 56                  | 7                   | 2                   | 11                                  | 6                                   | 0                                   | 10              | 2               | 0               | 0                         | 0                         | 0                         | 87    | 16    | 5       |
| Atlético Mineiro     | 2019              | 24                  | 2                   | 2                   | 5                                   | 2                                   | 0                                   | –               | –               | –               | –                         | –                         | –                         | 45    | 7     | 2       |
| Atlético Mineiro     | Total             | 24                  | 2                   | 2                   | 5                                   | 2                                   | 0                                   | 0               | 0               | 0               | 0                         | 0                         | 0                         | 45    | 7     | 2       |
| Ceará                | 2020              | 31                  | 13                  | 9                   | 19                                  | 6                                   | 1                                   | 10              | 4               | 5               | 0                         | 0                         | 0                         | 60    | 23    | 19      |
| Ceará                | 2021-2022         | 34                  | 8                   | 1                   | 10                                  | 1                                   | 0                                   | 2               | 0               | 0               | 5                         | 2                         | 1                         | 66    | 23    | 11      |
| Ceará                | Total             | 146                 | 34                  | 10                  | 29                                  | 7                                   | 1                                   | 12              | 4               | 5               | 5                         | 2                         | 1                         | 146   | 46    | 30      |
| Total na carreira    | Total na carreira | 229                 | 39                  | 25                  | 104                                 | 19                                  | 1                                   | 20              | 6               | 5               | 6                         | 0                         | 1                         | 447   | 97    | 50      |

## Títulos
Coritiba
- Campeonato Paranaense: 2012

Atlético Paranaense
- Campeonato Paranaense: 2016

Bahia
- Campeonato Baiano: 2018

Ceará
- Copa do Nordeste: 2020 , 2023

Grêmio
- Campeonato Gaúcho: 2023[16]

### Artilharias
- Copa do Nordeste: 2020 (5 gols)

### Prêmio individuais
- Seleção do Campeonato Cearense: 2020
- Seleção da Copa do Nordeste: 2020
- Prêmio Craque do Brasileirão: 2020[17]

### Recordes
- Maior Artilheiro do Ceará no Campeonato Brasileiro: 24 Gols [18]
- Maior Artilheiro do Ceará na copa do Brasil: 8 Gols [19]